# Cuphea laminuligera
Cuphea laminuligera är en fackelblomsväxtart som beskrevs av Emil Bernhard Koehne. Cuphea laminuligera ingår i släktet blossblommor, och familjen fackelblomsväxter. Inga underarter finns listade i Catalogue of Life.